# 사이먼 쿼터먼

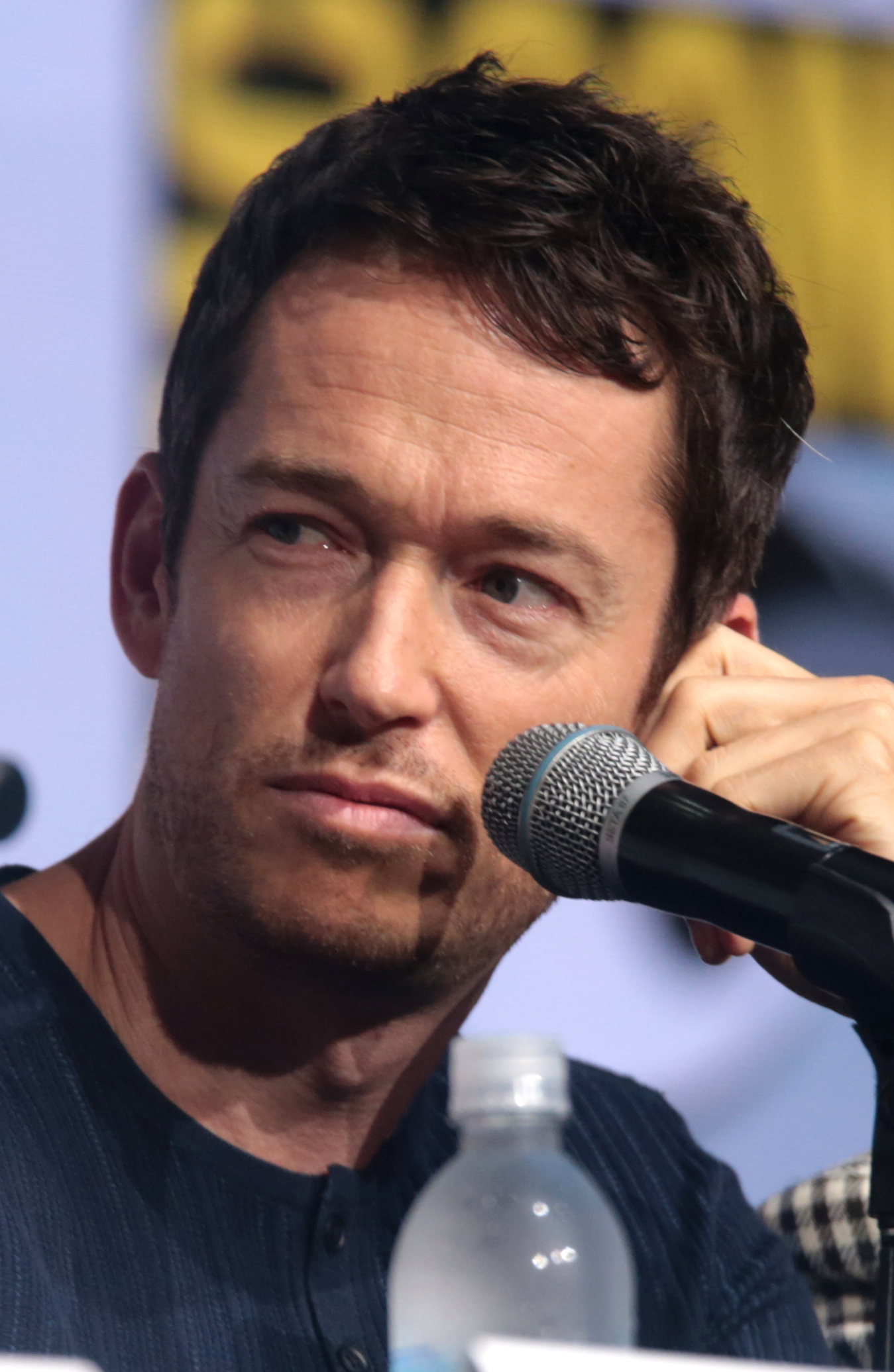

사이먼 쿼터먼(Simon Quarterman, 1977년 11월 14일 ~ )은 영국의 배우, 영화배우, 텔레비전 배우이다.
노리치에서 태어났다.

## 영화
- 엑소시스트: 죽음의 가족 (2015년) - 칼럼 역
- 늑대인간: 더 오리지널 (2013년) - 개빈 플레밍 역
- 데빌 인사이드 (2012년) - 벤 역
- 스콜피온 킹 2 : 전사의 부활 (2008년) - 아리 역
- 홀비시티 시즌1 (1999년)